# グリーンピース (NGO)
グリーンピース（英：Greenpeace）は、39か国以上に拠点を置く非政府の自然保護・環境保護団体である。オランダのアムステルダムに国際統制機関を置く。

## 組織概要
1971年、カナダと米国の環境保護活動家のアーヴィング・ストウとドロシー・ストウにより設立された。「地球が多様性の中で生命を育む能力を確保する」 （"ensure the ability of the Earth to nurture life in all its diversity"）ことを目的として標榜し、気候変動、森林伐採、乱獲、商業捕鯨、遺伝子工学、反核問題といった国際問題のキャンペーンに取り組む。1979年10月14日には、各国のグループを統合する形でグリーンピース・インターナショナルを設立。本部をオランダのアムステルダムに設置した。
グリーンピースは自らの目的を達成するため、ロビー活動、研究、エコタージュを行う。この国際的な組織は290万の個人の支援者と財団からの寄贈に頼っており、政府や企業、政治政党からの資金の受け入れを行っていない。グリーンピースは国際連合経済社会理事会の一般協議資格を有しており、非政府組織の説明責任と透明性の確保を目的とした国際的な非政府組織 INGO Accountability Charter を創設した。
また、グリーンピースは目的達成のために攻撃行動などの直接行動を行う事でも知られており、エコテロリストと呼ばれることもある。世界で最も注目されている環境団体とされ、グリーンピースは環境問題を公衆に提起し民間と公共の両方に影響を与えてきた。他方で、グリーンピースは論争の対象にもなってきた。遺伝子組換え生物 (GMO) に対するグリーンピースのキャンペーンを終了するよう求める100人以上のノーベル賞受賞者からの公開書簡がグリーンピースに対して提出されるなど、グリーンピースの意図ややり方（後者の一部には違法なものもある）が批判を受けてきた。加えてグリーンピースの活動家による直接行動の中には犯罪行為に当たる過激な行為も多数起こしており、例えば、グリーンピースの活動家らが遺伝子組み換え小麦の試験用地を破壊したり、ナスカの地上絵（ペルーの国連世界遺産）に損害を加えたりして法的措置を引き起こしてきた。これら活動家らの過激な行為に対して罰金刑や執行猶予付きの有罪判決が下されており、その過剰な運動に対してエコテロリズムとして批判されることもある。実際に、2005年にアメリカ自由人権協会（ACLU）が情報公開法に基づいて入手した米国連邦捜査局（FBI）の資料から、FBIがACLUと並んでグリーンピースや動物の倫理的扱いを求める人々の会（PETA）を監視対象にしていたことが判明している（なお、この件に関しては2010年、アメリカ合衆国司法省は、2001年から2006年まで続いたFBIによるグリーンピースやPETAなどの環境保護団体メンバーの監視は正当ではなかったとする文書を公表し、FBIを批判している）。日本国内でも、捕鯨問題の告発と称して組織的に運送会社の倉庫に侵入し宅配物を窃盗したとして活動家が逮捕される事件を起こしている。

## 活動分野と主張

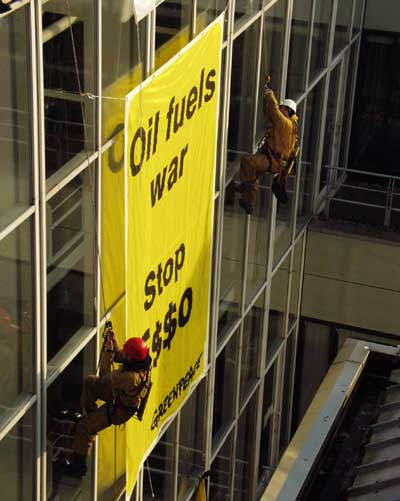
エッソに不法侵入して、環境破壊をやめるよう呼びかけるバナーを掲げるグリーンピース /エクソンモービル.

グリーンピースが展開する活動分野を以下に列挙する。
海洋生態系問題
日本で有名な事案は捕鯨問題だが、基本的には海洋生態系全体を扱っている。過剰漁獲や漁業手段の問題、海洋汚染の問題、気候変動による生態ピラミッドの崩壊の問題、海洋保護区の設立などがある。なお、あくまで近代捕鯨への反対であり、生存捕鯨は持続可能として認める立場も示している（反捕鯨#生存捕鯨も参照）。2005年からは日本の沖縄・辺野古ヘの米軍基地移設におけるジュゴン保護にも参加。
オゾン層破壊
特定フロンをはじめとするオゾン層破壊物質の抑制。フロンを使わない炭化水素冷媒による冷蔵庫「グリーンフリーズ」の開発支援・普及。炭化水素冷媒のグリーンフリーズ型冷蔵庫は、グリーンピースの開発委託を受けたドイツのDKK社（その後フォロン社に名称変更）が、1992年に世界に先駆けて発表。1993年中にはドイツの他企業も追従し、また同時に断熱材に使われていたフロンも炭化水素などに置き換えられた。他国の大手家電企業へのグリーンフリーズ型冷蔵庫の生産要請なども行ってきた。こうした動きを受けて、日本でも日本の冷蔵庫メーカーにはたらきかけを行い、その結果、松下電器産業株式会社（現パナソニック株式会社）が2001年11月に商品化を発表し、いまでは当たり前になった家庭用ノンフロン冷蔵庫普及への流れを作った。
森林問題
森林伐採による生態系破壊の問題。紙の原料となるパルプ材としての森林管理問題やマホガニーなどの希少樹種の貿易問題など。
原子力問題
核兵器に対する反対運動を継続している。1993年には、ロシア海軍による核廃棄物の日本海への海洋投棄を摘発し日本に衝撃を与えた。また、原子力発電をはじめとするいわゆる「平和利用」に関する反対運動、つまり原子力撤廃運動も展開（高速増殖炉や核燃料再処理、それに伴う放射能汚染問題・プルトニウム管理問題など）。1995年と1997年には、フランスから日本まで航路や輸送スケジュールが発表されていなかった核物質輸送船を追跡するプロジェクトを展開（前者はチャーター船の「スミット・ニューヨーク」、後者はキャンペーン船「ソロ M.V.Solo」が追跡船）。2011年東京電力福島第一原発事故発生以降、福島県での放射能調査を継続。原発の再稼働問題にも取り組んでいる。
化学物質汚染問題
塩素系化合物などを含む化学物質汚染問題や、その一部の原因となっているごみ処理・ごみ焼却処理の問題。日本では、ほかに瀬戸内海の豊島におけるシュレッダーダストの投棄問題などにもかかわっている。また、2011年にデトックス・キャンペーンを開始し、有害化学物質が河川や水質を汚染していることから、衣料品ブランドにサプライチェーンでの有害化学物質使用状況の情報公開と、2020年までの有害化学物質の全廃を求めている。
気候変動・エネルギー問題
いわゆる「地球温暖化」。二酸化炭素をはじめとする温暖化ガスの排出抑制を目指している。エネルギー問題とも密接に関係するほか、特定フロンのかわりに導入された、オゾン層破壊係数が低いかわりに強い温室効果をもたらす代替フロンの使用抑制についても活動している。2007年には、地球温暖化に抗議するためにスイスの氷河で全裸パフォーマンスの撮影が行われ、「緊急事態にある人類は、社会常識、礼儀作法、容認可能な行為の規範を捨て、いかなる方法を使ってでも警告を発するだろう」と主張している。石炭火力発電問題および太陽光発電をはじめとする再生可能エネルギーの普及にも取り組んでいる。
遺伝子組み換え作物への反対アピール
遺伝子組み換えトウモロコシの賛成派の政治家事務所の前に、トウモロコシをばら撒くという抗議行動を行っている。2014年4月、中国の大学から、遺伝子組み換え作物のサンプルが盗まれた事件があり、この容疑者としてグリーンピースが挙げられた。グリーンピース側は否定している。
持続可能な食と農業へのシフトを提唱
2014年からミツバチへの毒性の強いネオニコチノイド系農薬の禁止を目指してキャンペーンを開始。解決策として、化学農薬や合成肥料や遺伝子組み換えに頼らず生物多様性の力や地域の知恵を活用する「生態系農業」へのシフトを目指す。
共謀罪創設に対する反対アピール
主に日本国内での活動。2006年、日本政府の共謀罪関連法案（組織犯罪処罰法の改正案）の審議に対する反対運動や抗議の呼びかけ。2017年にも「共謀罪」の趣旨を盛り込んだ「テロ等準備罪」を新設する組織的犯罪処罰法改正案の成立に反対した。

## 批判

### 資金問題
収入源
グリーンピースは政府や企業からの支援を一切受けず、個人からの寄付金のみで活動している、と公式に説明している。これに対し、以下のような異論がある。
グリーンピース創設メンバーの一人で、15年間も会長をつとめたパトリック・ムーアは、のちに団体と袂を分かち、別の団体「グリーンスピリット」を興して原子力発電に賛同する立場になっている。ムーアによれば、ロックフェラー財団など50の基金が、原子力発電に賛同する一方で“環境保護に関心あり”というポーズのためにグリーンピース本部に資金援助しているとして団体の資金源について内部告発を行った
アイスランドのジャーナリスト、マグヌス・グドムンドソンは「グリーンピースは環境保護団体のような顔をしているが、実は政治的権力と金を追求する多国籍企業である」と述べている。
またバチカン教皇庁レジーナ・アポストロルム大学大学院教授のリッカルド・カショーリとアントニオ・ガスパリによれば、グリーンピース・インターナショナルの2000年度予算は3400万ドルにのぼり、団体全体の同年度予算は1億4300万ドル(147億2900万円)にものぼるほどで、「巨大資金団体」としたうえで、同団体は税控除が適用される寄付金を集め、さらにそれを会計上異なる関連団体に分配しているグリーンピースのやり方を批判している。
ドイツの週刊誌デア・シュピーゲルによれば、グリーンピースは「世界で最も資金力のある環境団体」で、年間に二億ドルの収入があり、ドイツ国内でも1000万マルクの売り上げがありながら、申告されることがないとして批判した。
資金の使途
さらに、資金の使途については、一般の会員から「年次会計報告がなされず、使途が不明」との疑問が呈されることもある。
グリーンピース・ジャパンの年次報告書によれば、2014年の収入は2億6千万円（うち99.8%が寄付収入及び補助金）であった。それに対し、支出の内訳は、1億5千万円（約6割）が「活動費」、6千万円（24%）が「会員管理・資金調達費」、4千万円（16%）が「活動管理費」であった。
1億5千万円の「活動費」の内訳は報告されておらず、実態は不明である。なお、30人の有給職員の給与（仮に日本のサラリーマンの平均給与400万円を掛けると、1億2千万円に相当）がどのように支払われているかについても、一切報告されていない。

### 組織内部の意思決定
ドイツの週刊誌デア・シュピーゲルは、グリーンピースの意思決定が、「グリーンピース世界会議」の12人の大選挙人に握られており、一般メンバーは運営の意思決定に関わることはできず、収入の24％以上を上納できる資金力を持つ支部代表のみが意思決定を行っていると報道した。
グリーンピースの元会長ウテ・ベリオンは「グリーンピースの賛同者たちに投票権はない」「どのような仕事をするかをこちら(執行部)が指示し、それに同意するなら資金提供という形で賛意を示してもらうシステムである」と述べている。グリーンピース・オランダの会計責任者フランツ・コッターは「理事たちはメンバーに影響されるのを好まない。メンバーたちは黙って金を払うためだけに存在する」と明言している。
またグリーンピース・ノルウェーの会長を二年間務めた後、1993年に団体の運営方法を会議の議題にしょうとしたところ、追放されたビヨルン・オカーンは「グリーンピースに民主主義は存在しえない。ピラミッド構造になっていて、すべてが頂上の一握りの人間によって決定される」と証言している。またオカーンは「グリーンピースの金が環境のために使われていると考えるのは間違っています。幹部たちはファーストクラスに乗って旅行し、最高級のレストランで食事をし、優雅なエコ・セレブの生活をしている。クジラで大騒ぎをするのは、それが儲かるからにほかならない」と主張している。

### 人種平等会議による批判
ニューヨークに本部を持つ人種平等会議(en:Congress of Racial Equality:略称CORE) は、2003年5月11日に、アメリカのジャージーシティにおいて「Africa,YES,Greenpeace,NO!」とするスローガンを、グリーンピースのイベントに対して投げつけた。COREによれば、グリーンピースが発展途上国の発展を妨害するからで、グリーンピースは遺伝子組み換え植物の導入に反対し、DDTをいかなる目的であっても使用禁止にすべきとして反対し、その結果、マラリア対策をとることができないとして批判している。COREの報道担当官ナイジェル・イニスによれば、1972年に環境保護ファンドという団体の理事チャールズ・ウースターは、DDTによるマラリア予防について質問された際、「だから、どうした？　人口はすべての問題だ。人間は多すぎる。人間はもっと少なくしたほうがいい」と人口爆発を懸念する内容の発言を行ったが、前述のカショーリとガスパリによれば、環境保護運動と優生学運動は、人口と資源のコントロールという共通の目的をもつと独自の論理を披露し、20世紀初頭には両者は連携していたと指摘し、優生学的な考えであるという見方を示した。

### 日本での批判
2001年12月、南極海で、日本の調査捕鯨船団と、グリーンピースの船「アークティック・サンライズ号」が遭遇した。この際、日本の調査捕鯨を委託されている日本鯨類研究所の理事長である大隅清治がグリーンピースを『エコ・テロリスト』だと批判するプレスリリースを発表すると、即座にグリーンピースは抗議声明を出した。また、船のスクリューに鎖を巻く等、違法な直接行動に対しては、一部の日本政府関係者などに「テロリズムである」と称された。
なお鯨類捕獲調査は、ミンククジラのような鯨類資源と海洋生態系を保全し、その持続可能な利用を目的としており、国際捕鯨取締条約第8条第1項の締約国の権利として、日本政府が日本鯨類研究所に特別採捕許可を発給し、日本鯨類研究所が実施主体となって行っている法的に正当な調査活動である。
高原明生は、中国が南シナ海に7か所の人工島を作ったことを、「人工島の建設というのはたいへんな自然環境の破壊」としたうえで、「サンゴ礁を掘って、人工的な島を作っているわけで、グリーンピースは何をしているんだ、日本の捕鯨船を追いかけるのが得意なシーシェパードは、と思うんですが、国際的なNGOから声は上がっていない。こういうことを知り合いから言われて、10日ばかり前にグリーンピースのホームページを見たら、英語のブログがたくさんならんでいるわけですが、サンゴ礁を壊して軍事基地をつくるとは許せない、という見出しのついている記事があったので、おっ、と思って見たら、中身は沖縄の辺野古のことでした。サウス・チャイナ・シーで検索をかけても一つも出てこない。これはやはりよろしくない、一貫性が大事だと思います」と批判している。

### 世界での批判
広報（パフォーマンス）重視のボランティア活動に対する懐疑的見方など、しばしば逆効果になっているという批判がある。
例えば、2014年ペルーの世界遺産であるナスカの地上絵において、同年12月9日ペルーの首都リマで、温暖化対策の新たな枠組みを協議する国連の会議「COP20」が開催されることに合わせて、グリーンピースの複数の活動家が無断で立ち入り"Time for change"などと大きな布で文字を書いたことが問題になった。同遺産に無断進入のうえ売名行為を行ったことに加え、土足で踏み込んだために復旧が困難な地上絵付近の石の破壊があったと不快感をあらわにし、ペルー側は「深刻な影響を与えた。活動家の出国前に身柄を拘束したい」と憤慨した。グリーンピースは後日「希望と可能性の緊急メッセージを届けることよりもむしろ、不注意と下品な印象を与えた」などと謝罪の文書を出している。ペルー文化庁のカスティージョ副長官は、このグリーンピースの謝罪を受け入れないと述べ、ナスカ地方の検察は、当局が特定した複数の活動家を告訴した。
さらに非欧米の国の文化、国民性を無視しているとの批判もある。

## 歴史

### 1971年 アメリカ合衆国の核実験に反対
アメリカ合衆国がアリューシャン列島のアムチトカ島で行おうとしている地下核実験に反対するために、1969年、カナダのバンクーバーに「波を立てるな委員会（Don't Make a Wave Committee）」という組織が誕生した。この組織は、のちに「名前がわかりにくい」という内部批判から、「環境」を意味する「グリーン（green）」と「平和」を意味する「ピース（peace）」をくっつけた「グリーンピース（Greenpeace）」という造語をつくり、改名した。
グリーンピースは、1971年、核実験を阻止することを目指し、アムチトカ島沖合いの公海に船を居座らせて監視をするという方法で圧力をかけるために、底引き網漁船「フィリス・コーマック（Phyllis Cormack）」をチャーターして船出した。これがグリーンピースの最初の直接行動である。なお、「フィリス・コーマック」が「グリーンピース1号」、その航海への反響で新たに雇って追加派遣した元王室カナダ海軍の退役掃海艇をチャーターした「エッジウォーターフォーチュン（Edgewater Fortune）」が「グリーンピース2号」と呼ばれている。
この航海は、アムチトカ沖の目標地点まで行き着くことはできなかったものの、あまりの反対の強さ・反響の大きさに、アメリカ合衆国は、結局その後のアムチトカでの核実験を断念、同地は自然保護区（バードサンクチュアリ）と宣言された。
この航海を通じて、「目撃者となること」「目撃したことを広く伝えること」などのその後の路線がある程度確立された。また、翌1972年5月4日には、グリーンピース財団（Greenpeace Foundation）に組織を変更した。
なお、この航海の際にメンバーのひとりがネイティヴ・アメリカンの伝承本を持参していた。その中に記載されていた「炎の目（Eyes of Fire）」という老婆が語った物語に、「虹の戦士（Rainbow Warrior）」という登場人物がいた。これは、世界が滅亡の危機に瀕したときに立ち上がる伝説の勇者の称号であるとされる。そこから「虹の戦士」はグリーンピースの活動家の自称となり、またグリーンピースを象徴するキャンペーン船の名称ともなった。この当時のグリーンピースのメンバーの多くは既存の生き方に疑問を呈しカウンターカルチャーやサブカルチャーにも理解を示していた。

### 1972年 フランスの核実験に反対
1972年には、フランスが南太平洋のムルロア環礁で行おうとしていた核実験に反対する航海を企画した。
この航海は、この時からグリーンピースに参加し、のちに代表となるデビット・マクタガート（David McTaggart）が指揮を執り、1973年にマクタガート自身の38フィート・2本マストの小さなヨット「ヴェガ S.V.Vega」を「グリーンピース3号」として核実験エリアの風下につけることで核実験を阻止しようとした。「グリーンピース3号」がそこにいる限り核実験が行えないため、フランス軍は軍艦を派遣して拿捕し排除した。しかしこのキャンペーンはイギリスなどでの大きな動きにつながり、グリーンピースの旗をエッフェル塔やノートルダム大聖堂に掲げるなどの行動が行われた。グリーンピースの行動方針のひとつである「非暴力直接行動（主義）」は、この時にはじまっている。
さらに翌1974年にもムルロア沖に船を出しての同様の抗議行動を行った。この時には、マクタガートらが拿捕しにきたフランス軍の兵士から過酷な暴行を受け重傷を負ったが、その暴行の写真の撮影と秘匿に成功し、直後にキャンペーンを行った。南太平洋における核実験反対運動は、のちにフランス国家によるグリーンピースに対するテロを引き起こすほどの衝撃を与えた。
なお、この行動の際に、フランス軍は、マクタガートらが乗船する「グリーンピース3号」を襲うために高速ゴムボート（ゾディアック Zodiac）を使った。その機動性に感動したことから、グリーンピースもゾディアックを導入し、海上での抗議行動に使うようになったと言い伝えられている。ゾディアックを使っての海上での抗議行動は、その後のグリーンピースの象徴ともなり、日本国内でも1997年に高レベル核廃棄物輸送船「パシフィック・ピンテール」の迎撃行動の際に青森県は六ヶ所村の東方海上で展開された。